# Mistrzostwa Europy w biegu na 100 km 2003
12. Mistrzostwa Europy w biegu na 100 km 2003 – zawody lekkoatletyczne, które odbyły się 19 kwietnia 2003 w Czernogołowka, Rosja.

## Medaliści
|                         | 1. miejsce       | Rezultat | 2. miejsce       | Rezultat | 3. miejsce         | Rezultat |
| Mężczyźni indywidualnie | Grigorii Murzin  | 6:29:41  | Mario Ardemagni  | 6:33:22  | Igor Tiazhkorob    | 6:45:27  |
| Kobiety indywidualnie   | Tatyana Zhirkova | 7:19:51  | Monica Casiraghi | 7:28:00  | Marina Myshlianova | 7:33:21  |

## Reprezentacja Polski

### Mężczyźni
| Miejsce | Zawodnik       | Klub             | Rezultat |
| 22.     | Andrzej Magier | LKS Zorza Gdynia | 7:19:23  |
| 26.     | Maciej Ciepłak | RMKS Rybnik      | 7:22:36  |